# 24 ur Le Mansa 1959
24 ur Le Mansa 1959 je bila sedemindvajseta vzdržljivostna dirka 24 ur Le Mansa. Potekala je 20. in 21. junija 1959.

## Rezultati

### Uvrščeni
| Poz | Razred | Št | Moštvo                                           | Dirkači                        | Šasija                    | Motor                   | Krogi |
| --- | ------ | -- | ------------------------------------------------ | ------------------------------ | ------------------------- | ----------------------- | ----- |
| 1   | S 3.0  | 5  | David Brown Racing Dept.                         | Carroll Shelby Roy Salvadori   | Aston Martin DBR1/300     | Aston Martin 3.0L I6    | 323   |
| 2   | S 3.0  | 6  | David Brown Racing Dept.                         | Maurice Trintignant Paul Frère | Aston Martin DBR1/300     | Aston Martin 3.0L I6    | 322   |
| 3   | GT 3.0 | 11 | Equipe Nationale Belge                           | Jean Blaton Leon Dernier       | Ferrari 250 GT LWB Coupe  | Ferrari 3.0L V12        | 297   |
| 4   | GT 3.0 | 18 | North American Racing Team (NART)                | André Pilette George Arents    | Ferrari 250 GT Berlinetta | Ferrari 3.0L V12        | 296   |
| 5   | GT 3.0 | 16 | Fernand Tavano North American Racing Team (NART) | Fernand Tavano Bob Grossman    | Ferrari 250 GT California | Ferrari 3.0L V12        | 294   |
| 6   | GT 3.0 | 20 | Lino Fayen                                       | Lino Fayen Gino Munaron        | Ferrari 250 GT Berlinetta | Ferrari 3.0L V12        | 293   |
| 7   | GT 2.0 | 29 | Rudd Racing Ltd.                                 | Ted Whiteaway John Turner      | AC Ace                    | Bristol 2.0L I6         | 273   |
| 8   | GT 1.5 | 41 | William S. Frost                                 | Peter Lumsden Peter Riley      | Lotus Elite Mk14          | Coventry Climax 1.2L I4 | 270   |
| 9   | GT 750 | 46 | Automobiles Deutsch et Bonnet                    | René Cotton Louis Cornet       | DB HBR4                   | Panhard 0.7L Flat-2     | 258   |
| 10  | GT 1.5 | 42 | Border Reivers                                   | Sir John Whitmore Jim Clark    | Lotus Elite Mk14          | Coventry Climax 1.2L I4 | 257   |
| 11  | GT 750 | 45 | Automobiles Deutsch et Bonnet                    | Bernard Consten Paul Armagnac  | DB HBR4                   | Panhard 0.7L Flat-2     | 247   |
| 12  | GT 750 | 44 | Sture Nottorp                                    | Sture Nottorp Gunnar Bengtsson | Saab 93 Sport             | Saab 0.7L I3 (2-Stroke) | 232   |

### Neuvrščeni
Niso prevozili 70% razdalje zmagovalca (226 krogov)
| Poz | Razred | Št | Moštvo                  | Dirkači                        | Šasija                    | Motor        | Krogi |
| --- | ------ | -- | ----------------------- | ------------------------------ | ------------------------- | ------------ | ----- |
| 13  | S 750  | 55 | Automobili Stanguellini | Roger Delageneste Paul Guiraud | Stanguellini 750 Sport BA | Fiat 0.7L I4 | 220   |

### Odstopi
| Poz | Razred | Št | Moštvo                            | Dirkači                                  | Šasija                          | Motor                   | Krogi |
| --- | ------ | -- | --------------------------------- | ---------------------------------------- | ------------------------------- | ----------------------- | ----- |
| 14  | GT 750 | 48 | Automobiles Deutsch et Bonnet     | René Bartholoni Francois Jaeger          | DB HBR5                         | Panhard 0.7L Flat-2     | 169   |
| 15  | GT 2.0 | 27 | Standard Triumph                  | Ninian Sanderson Claude Dubois           | Triumph TR3S                    | Triumph 2.0L I4         | 114   |
| 16  | S 1.1  | 48 | Roger Masson                      | Roger Masson Jean Vinatier               | DB HBR5                         | Panhard 0.9L Flat-2     | 179   |
| 17  | GT 2.0 | 33 | F.W.R. Lund                       | Ted Lund Colin Escott                    | MG A Twin Cam                   | MG 1.6L I4              | 185   |
| 18  | S 3.0  | 14 | Scuderia Ferrari                  | Phil Hill Olivier Gendebien              | Ferrari 250 TR59                | Ferrari 3.0L V12        | 263   |
| 19  | S 1.5  | 35 | Jean Kerguen                      | Jean Kerguen Robert La Caze              | Porsche 550 RS                  | Porsche 1.5L Flat-4     | 229   |
| 20  | S 1.5  | 37 | Ed Hugus                          | Ed Hugus Ray Erickson                    | Porsche 718 RSK                 | Porsche 1.5L Flat-4     | 240   |
| 21  | S 1.5  | 36 | Baron Carel Godin de Beaufort     | Carel Godin de Beaufort Christian Heins  | Porsche 718 RSK                 | Porsche 1.5L Flat-4     | 186   |
| 22  | S 750  | 53 | Team Lotus Engineering            | Alan Stacey Keith Greene                 | Lotus 17                        | Coventry Climax 0.7L I4 | 156   |
| 23  | S 1.5  | 34 | Porsche KG                        | Edgar Barth Wolfgang Seidel              | Porsche 718 RSK                 | Porsche 1.5L Flat-4     | 168   |
| 24  | S 2.0  | 31 | Porsche KG                        | Jo Bonnier Wolfgang von Trips            | Porsche 718 RSK                 | Porsche 1.6L Flat-4     | 182   |
| 25  | S 3.0  | 8  | Ecurie Ecosse                     | Ron Flockhart John Lawrence              | Tojeiro                         | Jaguar 3.0L I6          | 137   |
| 26  | GT 1.5 | 38 | Equipe Los Amigos                 | Jean-Claude Vidilles Jean-François Malle | Lotus Elite Mk14                | Coventry Climax 1.2L I4 | 105   |
| 27  | S 2.0  | 25 | Standard Triumph                  | Peter Jopp Richard Stoop                 | Triumph TR3S                    | Triumph 2.0L I4         | 245   |
| 28  | S 3.0  | 12 | Scuderia Ferrari                  | Dan Gurney Jean Behra                    | Ferrari 250 TR59                | Ferrari 3.0L V12        | 129   |
| 29  | S 3.0  | 30 | Team Lotus Engineering            | Graham Hill Derek Jolly                  | Lotus 15                        | Coventry Climax 2.0L I4 | 119   |
| 30  | S 750  | 52 | O.S.C.A. Automobili               | Jean Laroche André Testut                | O.S.C.A. 750 Sport              | O.S.C.A. 0.7L I4        | 88    |
| 31  | GT 750 | 50 | Alejandro de Tomaso               | Alejandro de Tomaso Colin Davis          | DB HBR5                         | Panhard 0.7L Flat-2     | 63    |
| 32  | S 3.0  | 1  | Brian Lister                      | Ivor Bueb Bruce Halford                  | Lister LM                       | Jaguar 3.0L I6          | 121   |
| 33  | S 3.0  | 19 | Edwin D. Martin                   | Edwin D. Martin William Kimberley        | Ferrari 250 TR58                | Ferrari 3.0L V12        | 108   |
| 34  | S 3.0  | 3  | Ecurie Ecosse                     | Innes Ireland Masten Gregory             | Jaguar D-Type Modified          | Jaguar 3.0L I6          | 70    |
| 35  | S 2.0  | 24 | Cooper Car Company                | Jim Russell Bruce McLaren                | Cooper T49 Monaco Mk1           | Coventry Climax 2.0L I4 | 79    |
| 36  | S 2.0  | 32 | Porsche KG                        | Hans Herrmann Umberto Maglioli           | Porsche 718 RSK                 | Porsche 1.6L Flat-4     | 78    |
| 37  | S 2.0  | 23 | Scuderia Ferrari                  | Giulio Cabianca Giorgio Scarlatti        | Ferrari Dino 196S               | Ferrari 1.9L V6         | 63    |
| 38  | GT 1.1 | 59 | Jacques Faucher                   | Jacques Faucher Gérard Leffargue         | DB HBR4                         | Panhard 0.9L Flat-2     | 53    |
| 39  | S 750  | 56 | Automobili Stanguellini           | René Louis Revillon Joseph Dieu          | Stanguellini 750 Sport Bialbero | Fiat 0.7L I4            | 37    |
| 40  | S 3.0  | 4  | David Brown Racing Dept.          | Stirling Moss Jack Fairman               | Aston Martin DBR1/300           | Aston Martin 3.0L I6    | 70    |
| 41  | GT 750 | 43 | S.A. Hurrell / R.M. North         | Sydney H. Hurrell Roy North              | Saab 93 Sport                   | Saab 0.7L I3 (2-Stroke) | 35    |
| 42  | S 750  | 54 | Team Lotus Engineering            | Michael Taylor Johnathon Sieff           | Lotus 17                        | Coventry Climax 0.7L I4 | 23    |
| 43  | S 750  | 51 | O.S.C.A. Automobili               | Pedro Rodriguez Ricardo Rodríguez        | O.S.C.A. Sport 750TN            | O.S.C.A. 0.7L I4        | 32    |
| 44  | S 3.0  | 2  | Brian Lister                      | Walt Hansgen Peter Blond                 | Lister LM                       | Jaguar 3.0L I6          | 52    |
| 45  | S 3.0  | 7  | A.G. Whitehead                    | Graham Whitehead Brian Naylor            | Aston Martin DBR1/300           | Aston Martin 3.0L I6    | 52    |
| 46  | S 3.0  | 10 | Equipe Nationale Belga            | Lucien Bianchi Alain de Changy           | Ferrari 250 TR58                | Ferrari 3.0L V12        | 47    |
| 47  | GT 2.0 | 60 | John Dashwood                     | John Dashwood William Wilks              | Frazer-Nash Le Mans             | Bristol 2.0L I6         | 30    |
| 48  | S 750  | 62 | Société E.F.A.C.                  | René Philippe Faure Georges Guyot        | Stanguellini Efac SP            | Fiat 0.7L I4            | 58    |
| 49  | S 3.0  | 15 | Scuderia Ferrari                  | Cliff Allison Hernando da Silva Ramos    | Ferrari 250 TR59                | Ferrari 3.0L V12        | 41    |
| 50  | GT 2.0 | 26 | Standard Triumph                  | Peter Bolton Michael Rotschild           | Triumph TR3S                    | Triumph 2.0L I4         | 35    |
| 51  | S 3.0  | 17 | North American Racing Team (NART) | Gilbert Geitner Rod Carveth              | Ferrari 250 TR58                | Ferrari 3.0L V12        | 21    |
| 52  | GT 3.0 | 21 | Écurie Trois Chevrons             | Hubert Patthey Renaud Calderari          | Aston Martin DB4 GT             | Aston Martin 3.0L I6    | 21    |
| 53  | GT 750 | 47 | Automobiles Deutsch et Bonnet     | Pierre Chancel Gérard Laureau            | DB HBR4                         | Panhard 0.7L Flat-2     | 9     |

### Statistika
- Najhitrejši krog - #12 Scuderia Ferrari - 4:00.9
- Razdalja - 4347.9km
- Povprečna hitrost - 181.163km/h

### Dobitniki nagrad
- 25th Biennial Cup - #46 Automobiles Deutsch et Bonnet
- Index of Performance - #46 Autombiles Deutsch et Bonnet
- Index of Thermal Efficiency - #45 Autombiles Deutsch et Bonnet